# Angela Marie Dotchin
Angela Marie Dotchin (* 31. März 1974 in Auckland) ist ein neuseeländisches Model und ehemalige Schauspielerin.

## Leben
Dotchin wurde am 31. März 1974 in Auckland als Tochter eines walisischen Kaufmannes geboren. Aufgrund des Berufs ihres Vaters reiste die Familie viel in der Welt, ehe sie sich erst 1985 wieder in Neuseeland niederließ. Dotchin hat eine ältere Schwester. Sie besuchte in Meadowbank die dortige Meadowbank Primary und später das Selwyn College in Kohimarama. Sie war sechs Jahre lang in einer Beziehung mit dem neuseeländischen Schauspieler Temuera Morrison. Seit dem 18. Februar 2012 ist sie mit Brent Cook verheiratet.
Im Alter von 16 Jahren begann Dotchin 1990 ihre Laufbahn als Model. Zwei Jahre später gab sie ihr Fernsehschauspieldebüt in der Fernsehserie Shortland Street. Bis 1998 war sie in 64 Episoden in der Rolle der Kirsty Knight zu sehen. In den nächsten Jahren folgten Episodenrollen in Xena – Die Kriegerprinzessin, in Der junge Hercules sowie Hercules. 1999 gab sie ihr Filmschauspiel im Fernsehfilm Lawless. Im Folgejahr war sie in der Fernsehserie Jack of All Trades in insgesamt 22 Episoden in der Rolle der Mrs. Emilia Smythe Rothschild zu sehen. 2001 folgten Besetzungen in den Fernsehfilmen Lawless: Beyond Justice und Lawless: Dead Evidence in der Rolle der Jodie Keane. 2004 spielte sie im Fernsehfilm Maiden Voyage – Jungfernfahrt in den Tod die Rolle der Renee Price. Im selben Jahr wirkte sie außerdem in einer Episode der Fernsehserie Serial Killers mit.
Bereits 2002 ließ sie sich im Vereinigten Königreich nieder, wo sie in die Modeindustrie einstieg.

## Filmografie (Auswahl)
- 1992–1998: Shortland Street (Fernsehserie, 64 Episoden)
- 1998: Xena – Die Kriegerprinzessin (Xena: Warrior Princess, Fernsehserie, Episode 3x19)
- 1998–1999: Der junge Hercules (Young Hercules, Fernsehserie, 18 Episoden)
- 1999: Hercules (Hercules: The Legendary Journeys, Fernsehserie, 2 Episoden)
- 1999: Lawless (Fernsehfilm)
- 2000: Jack of All Trades (Fernsehserie, 22 Episoden)
- 2001: Lawless: Beyond Justice (Fernsehfilm)
- 2001: Lawless: Dead Evidence (Fernsehfilm)
- 2004: Maiden Voyage – Jungfernfahrt in den Tod (Maiden Voyage, Fernsehfilm)
- 2004: Serial Killers (Fernsehserie, Episode 1x05)